# Turkosstrupig dunbena
Turkosstrupig dunbena (Eriocnemis godini) är en fågel i familjen kolibrier som möjligen är utdöd.

## Utseende
Turkosstrupig dunbena är en 10–11 cm huvudsakligen grön kolibri med violetta undre stjärttäckare i alla dräkter och rak svart näbb. Hanen är guldgrönglänsande ovan och på större delen av undersida, på övergump och övre stjärttäckare blågrön. Strupen är blåaktig och stjärten är blåsvart. Honan saknar hanens strupfläck och fjäderdräkten är generellt mindre glänsande, på buken mer gyllene.

## Utbredning och status
Arten är endast känd utifrån sex exemplar, alla insamlade på 1800-talet. En obekräftad observation av arten från 1976 finns rapporterad. Det är osäkert om fågeln lever kvar eller är utdöd. IUCN kategoriserar arten som akut hotad. Typexemplaret insamlades i Anderna i nordvästra Ecuador. Två skinn av fågeln har återfunnits i Colombia. Skinnens ursprung är osäkert, men de har föreslagits komma från Pasto i södra Nariño i sydvästra Colombia.